# Mustapha Dumbuya
Mustapha Sima Michael Dumbuya (Freetown, 7 agosto 1987) è un ex calciatore sierraleonese, di ruolo difensore.

## Carriera

### Nazionale
Tra il 2012 ed il 2015 ha giocato complessivamente 12 partite nella nazionale della Sierra Leone.

## Palmarès

### Club

#### Competizioni nazionali
- Commissioner's Cup: 1

Phoenix Rising: 2019